# Tipuloidea (super-famille de diptères)
Pour les articles homonymes, voir Tipuloidea.
Super-famille
Les Tipuloidea sont une super-famille d'insectes de l'ordre des diptères (sous-ordre des Nematocera, infra-ordre des Tipulomorpha).

## Présentation
Cette superfamille contient les familles actuelles Cylindrotomidae, Limoniidae, Pediciidae et Tipulidae, et les familles éteintes Architipulidae et Eolimnobiidae,.
Au moins 15 300 espèces de Tipulidae ont été décrites, la plupart (75 %) par l'entomologiste américain Charles Paul Alexander (1889-1981).

## Description
Les Tipuloidea sont des insectes volants élancés, à longues pattes, de tailles très différentes. La longueur du corps peut aller de 3 mm à plus de 50 mm. Chez les adultes, les ocelles sont complètement régressées ou présentes mais seulement sous une forme rudimentaire. Les ailes sont étroites et allongées et non séparées en tige et limbe. Il y a toujours deux veines anales complètes dans l'aile. Une couture transversale en forme de « V » est typique sur la partie médiane du tronc (mésothorax). Les cerques des femelles sont à un seul membre, les mâles n'ont pas de cerques. Chez les larves, la tête est enfoncée environ à mi-chemin dans le prothorax et peut être partiellement dissoute à partir de l'extrémité arrière. Ils sont pour la plupart métapneustiques, de sorte que le système trachéal ne comporte qu'une seule ouverture à l'extrémité de l'abdomen, moins souvent apneustique, c'est-à-dire sans ouverture. Les stigmates prothoraciques sont toujours absents.

## Mode de vie
Les adultes des Tipuloidea sont pour la plupart de courte durée avec une durée de vie de quelques semaines. Ils restent généralement à proximité de leur habitat larvaire. Les larves se trouvent dans des habitats très différents selon les espèces, de l'eau stagnante et courante aux coussins de mousse, aux matériaux en décomposition et aux sols à l'intérieur des plantes ou dans les structures animales ou les nids d'oiseaux.

## Systématique
Les Tipuloidea sont le taxon frère des moustiques d'hiver (Trichoceridae) et sont placés avec ceux-ci et les Gnomuscidae du Trias dans le sous-ordre des Tipulomorpha, qui à son tour représente le taxon frère de tous les autres insectes à deux ailes (les diptères). Des fossiles de Tipuloidea ont été découverts, notamment dans l'ambre de la Baltique, la super-famille existe probablement depuis le Trias.
|  | Tipuloidea                                                      |
|  |                                                                 |
|  | \| \| Trichoceridae \| \| \| \| \| \| † Gnomuscidae \| \| \| \| |
|  |                                                                 |
|  | Trichoceridae                                                   |
|  |                                                                 |
|  | † Gnomuscidae                                                   |
|  |                                                                 |

|  | Trichoceridae |
|  |               |
|  | † Gnomuscidae |
|  |               |

|  | Tipuloidea                                                      |
|  |                                                                 |
|  | \| \| Trichoceridae \| \| \| \| \| \| † Gnomuscidae \| \| \| \| |
|  |                                                                 |
|  | Trichoceridae                                                   |
|  |                                                                 |
|  | † Gnomuscidae                                                   |
|  |                                                                 |

|  | Trichoceridae |
|  |               |
|  | † Gnomuscidae |
|  |               |

|  | Tipuloidea                                                      |
|  |                                                                 |
|  | \| \| Trichoceridae \| \| \| \| \| \| † Gnomuscidae \| \| \| \| |
|  |                                                                 |
|  | Trichoceridae                                                   |
|  |                                                                 |
|  | † Gnomuscidae                                                   |
|  |                                                                 |

|  | Trichoceridae |
|  |               |
|  | † Gnomuscidae |
|  |               |

|  | Tipuloidea                                                      |
|  |                                                                 |
|  | \| \| Trichoceridae \| \| \| \| \| \| † Gnomuscidae \| \| \| \| |
|  |                                                                 |
|  | Trichoceridae                                                   |
|  |                                                                 |
|  | † Gnomuscidae                                                   |
|  |                                                                 |

|  | Trichoceridae |
|  |               |
|  | † Gnomuscidae |
|  |               |

Les Tipuloidea vivant aujourd'hui comprennent quatre familles avec environ 15 000 espèces décrites dans plus de 600 genres et sous-genres :
- famille des Tipulidae : 115 genres, 4 188 espèces ;
- famille des Pédiciidés : 26 genres, 489 espèces ;
- famille des Limoniidés : 314 genres, 10 430 espèces ;
- famille des Cylindrotomidae : 9 genres, 71 espèces.

La famille des Gnomuscidae a été établie pour deux espèces (Gnomusca moléculaireula et Gnomusca renyxa), qui ont toutes deux été décrites par le paléontologue russe Dimitri Shcherbakov (d) d'après deux ailes isolées de sédiments de la formation de Madygen du Trias moyen à inférieur du Kirghizistan. Ces taxons, considérés à l'origine comme une sous-famille des Limoniidae, sont désormais considérés comme un groupe frère des Trichoceridae.